# Weber Hofer Partner

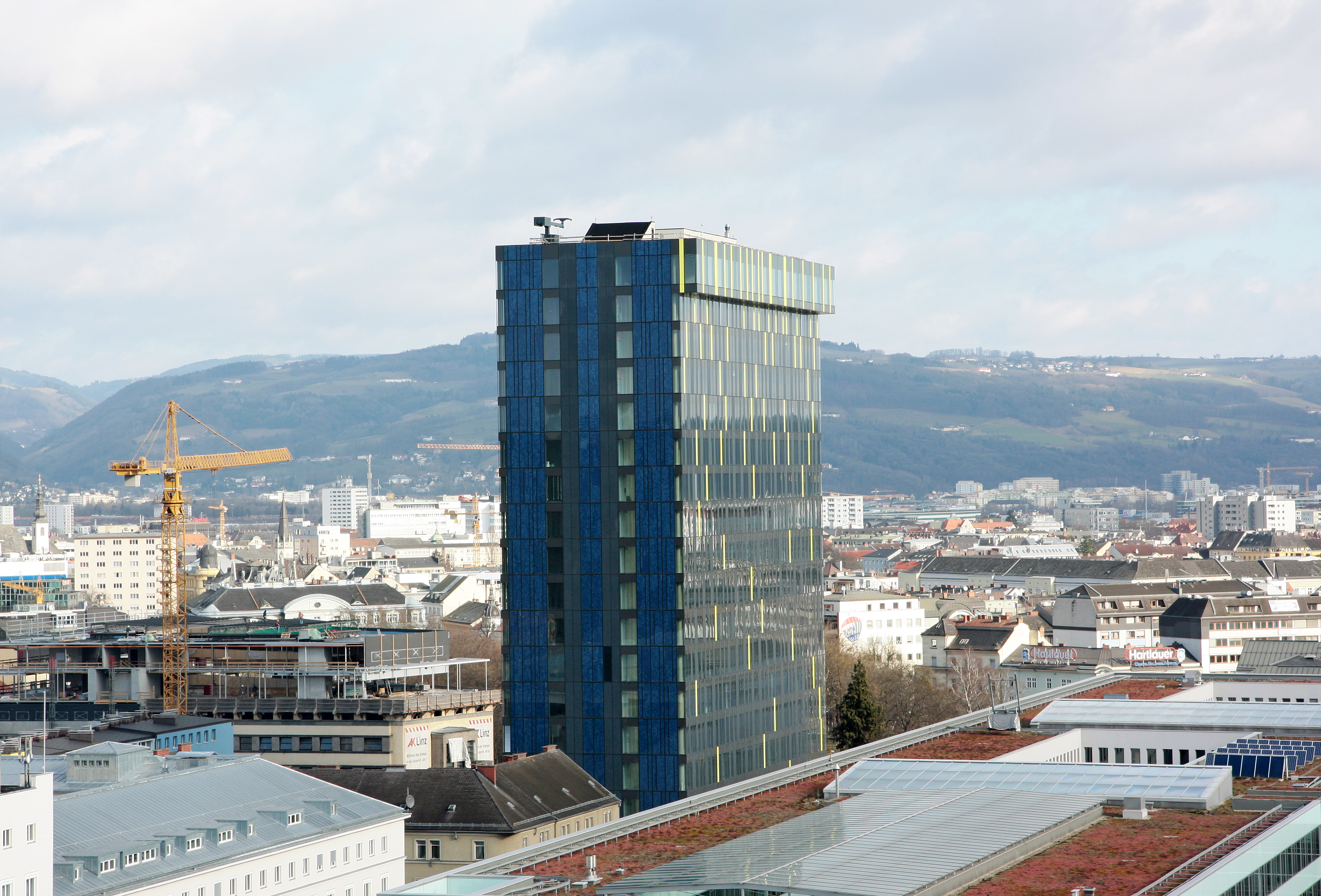
Power Tower Linz

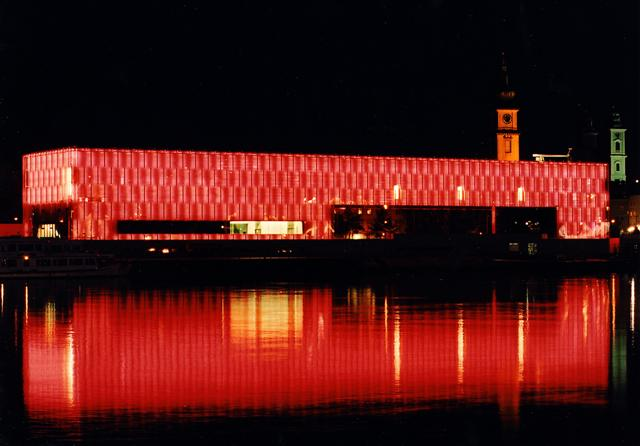
Lentos Kunstmuseum Linz beleuchtet

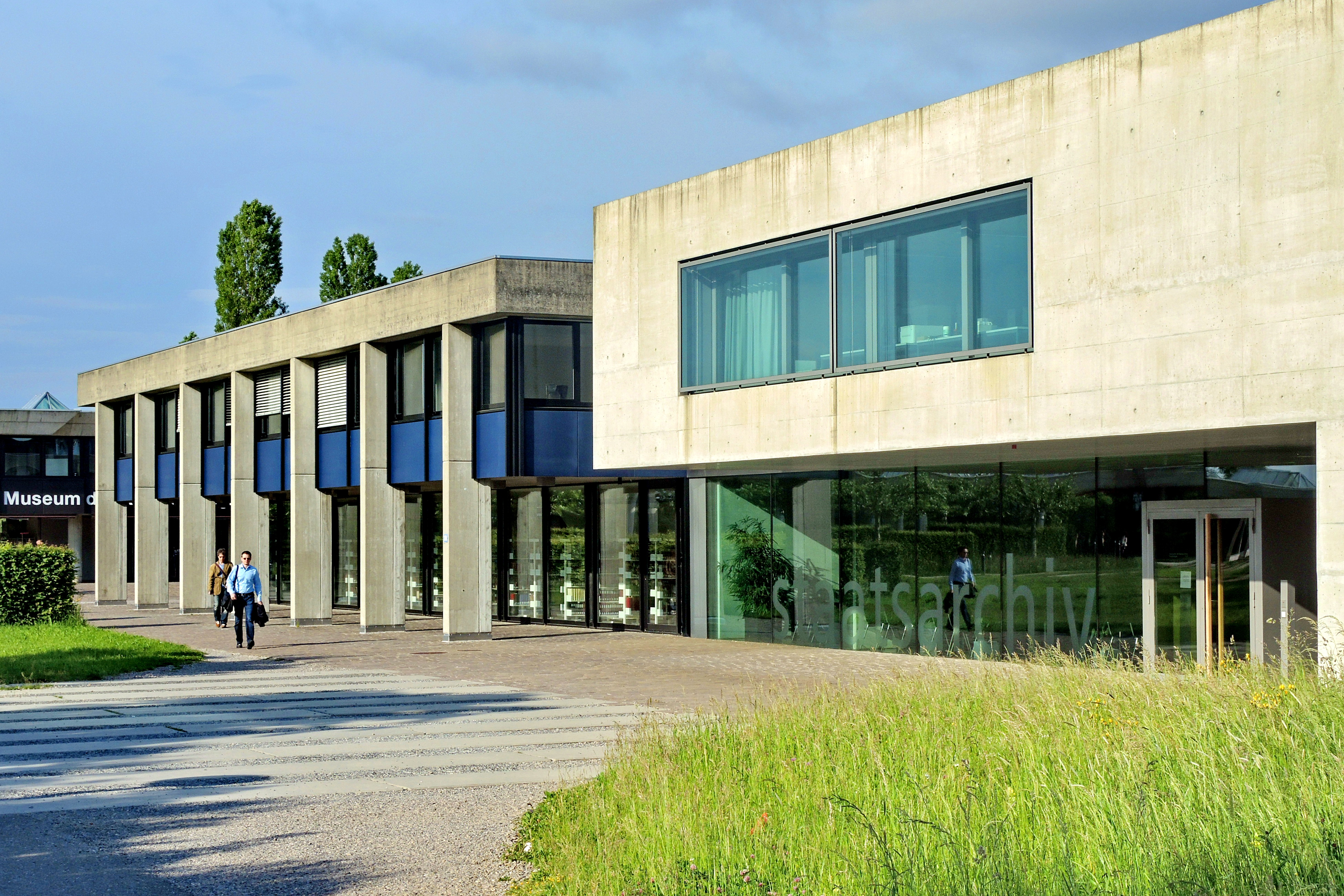
Staatsarchiv des Kantons Zürich

Weber Hofer Partner ist ein Schweizer Architekturbüro, das 1988 von Jürg Weber und Josef Hofer in Zürich gegründet wurde.

## Geschichte
Jürg Weber (* 1950) wurde 1975 als Architekt bei Werner Jaray an der ETH Zürich diplomiert.
Josef Hofer (* 1946) machte zuerst eine Maurerlehre und absolvierte dann 1976 die Schweizerische Bauschule Aarau AG (eine Höhere Fachschule für Technik, Abschluss als Bautechniker).
Weber und Hofer lernten sich 1985 beim Architekturbüro Suter + Suter kennen – sie arbeiteten beide am Projekt Neugestaltung der Zürcher Börse.
1988 gründeten sie ein gemeinsames Architekturbüro, das zahlreiche Projekte in Österreich, der Schweiz und Deutschland, aber auch in Taiwan umsetzte (s. u.)  Seit 2007 firmieren sie als Weber Hofer Partner. 2016 ging Jürg Weber in den Ruhestand. Weber und Hofer sind Mitglieder im SIA.

## Bauten
- 1998–2003: Lentos Kunstmuseum Linz[4]
- 1998–2003: Cycle d'Orientation de Montbrillant, Genf
- 2001–2007: Erweiterung Staatsarchiv des Kantons Zürich (von Jakob Schilling)
- 2003–2008: Primarschule Oberuster
- 2004–2008: Erweiterung Mattschulhaus, Wil
- 2005–2008: Power Tower Linz
- 2008–2009: Aufstockung Neue Börse Selnau, Zürich
- 1995–2010: Government Building City Civic Center, Taichung
- 2007–2010: Donauforum Oberbank Linz[5]
- 1995–2011: Council Building City Civic Center, Taichung
- 2003–2013: Erweiterung Berufsbildungszentrum, Sursee
- 2013: Council Building City Civic Center Taichung
- 2016: Umbau ZHAW Winterthur[6]
- 2016–2017: Atelier Zimmerlistrasse, Zürich[7]
- 2012–2021: Pfarreizentrum Vierherrenplatz, Sursee[8]
- 2016–2022: Schulanlage Freilager

## Auszeichnungen und Preise
- 2003: Österreichischer Bauherrenpreis für Lentos Kunstmuseum Linz[9]
- 2003: Bauwerk des Jahres vom Land Oberösterreich
- 2011: Vorstellung von Donauforum Oberbank Linz in Best architects 12[10]
- 2011: Best architects award 2012 für Erweiterung Mattschulhaus, Wil[11]